# Andreas Delfs
Andreas Delfs (* 30. August 1959 in Flensburg) ist ein deutscher Dirigent. Er ist Ehrendirigent des Milwaukee Symphony Orchestra.

## Leben und Karriere
Andreas Delfs wurde in Flensburg als jüngster von drei Brüdern geboren. Er erhielt seit dem fünften Lebensjahr Klavierunterricht und Unterricht in Musiktheorie. Er studierte an der Hamburger Hochschule für Musik und Theater bei Christoph von Dohnányi und Aldo Ceccato und beendete dort 1981 sein Studium. 1979 wurde er zum Leiter des Hamburger Universitätsorchesters ernannt und assistierte gleichzeitig an der Hamburger Staatsoper. Von 1980 bis 1981 leitete er das Harvestehuder Sinfonieorchester Hamburg. Sein Studium setzte er ab 1982 an der Juilliard School bei den Dirigenten Jorge Mester (* 1935) und Sixten Ehrling fort und schloss es 1984 mit dem Master-Examen ab.
Von 1984 bis 1995 war er Leiter des Schweizer Jugend-Sinfonie-Orchesters. In den USA war er eine kurze Zeit als Co-Dirigent des Pittsburgh Symphony Orchestra unter Lorin Maazel tätig. Von 1995 bis 2000 war er Chefdirigent des Niedersächsischen Staatsorchesters Hannover, 2001 wurde er als Chefdirigent an das Saint Paul Chamber Orchestra berufen, das er bis 2004 leitete. Seit dieser Zeit lebt er, abgesehen von seinen Konzertreisen, in den USA. Von 1997 bis 2009 war er Leiter des Milwaukee Symphony Orchestra und ist seit der Saison 2009 dessen Ehrendirigent (conductor laureate). 1999 unternahm er mit dem Orchester eine Konzertreise nach Kuba, die erste eines US-amerikanischen Orchesters seit 1962.
Seit der Konzertsaison 2007/2008 hatte er einen Vertrag als Chefdirigent des Honolulu Symphony Orchestra, der 2010 aufgelöst wurde, als das Orchester Konkurs anmelden musste. Seit 2015 ist er Dirigent und künstlerischer Leiter des Temple University Symphony Orchestra am Temple’s Boyer College of Music and Dance in Philadelphia, an dem er auch unterrichtet.
Delfs hat als Gastdirigent mit zahlreichen internationalen Orchestern konzertiert, u. a. mit dem hr-Sinfonieorchester Frankfurt, dem London Philharmonic Orchestra, dem Leipziger Gewandhausorchester, dem Tonhalle-Orchester Zürich, dem DR SymfoniOrkestret, dem Netherlands Philharmonic, dem Philadelphia Orchestra, der San Francisco Symphony, dem Los Angeles Philharmonic, dem Sydney Symphony Orchestra, dem Taipei Symphony Orchestra, dem Tonkünstler-Orchester Wien, dem Calgary Philharmonic, dem Copenhagen Philharmonic, dem National Symphony Orchestra, Washington und dem Hong Kong Philharmonic Orchestra.
Andreas Delfs ist verheiratet und hat vier Kinder. Seine Mutter war die Volksschauspielerin Renate Delfs (1925–2018). 1976 war er gemeinsam mit ihr Kandidat in Rudi Carrells Sendung Am laufenden Band. Er lebt im Bundesstaat New York.